# Жена (фильм, 1915)
«Жена» (пол. Żona) — художественный немой чёрно-белый фильм польского режиссёра Яна Павловского, выпущенный 5 мая 1915 года.

## Сюжет
О трагедии любящей своего мужа женщины, которая после долгой внутренней борьбы вынуждена согласиться на недвусмысленное предложение начальника её мужа, в страхе, что он может потерять работу. Но в эпилоге признаётся мужу о своём падении и совершает самоубийство.

## В ролях
- Пола Негри — Хелена Казицкая
- Войцех Бридзиньский — фабрикант Лаврецкий
- Ирена Хорват
- Владислав Щавинский
- Хилари Дылинский
- Валерия Гнатовская